# August H. Andresen
August Herman Andresen (Newark, 11 ottobre 1890 – Bethesda, 14 gennaio 1958) è stato un politico statunitense. È stato membro della Camera dei Rappresentanti per trentatré anni.

## Biografia
Andresen nacque nell'Illinois dal reverendo Ole e da Anna Andresen. Studiò al St. Olaf College e al William Mitchell College of Law. Nel 1914 si sposò con Julia Lien.
Fu eletto alla Camera dei Rappresentanti nel 1925, rappresentando il terzo distretto del Minnesota dal 1925 al 1933. In seguito si fece eleggere sempre alla Camera dal primo distretto, ricoprendo la carica di congressista dal 1935 al 1958, anno della sua morte.
Nel 1952, fu preso in considerazione dal presidente Dwight D. Eisenhower per diventare segretario dell'Agricoltura, ma Andresen declinò l'offerta.